# Stilo
Stilo is een gemeente in de Italiaanse provincie Reggio Calabria (regio Calabrië) en telt 2777 inwoners (31-12-2004). De oppervlakte bedraagt 78,4 km², de bevolkingsdichtheid is 36 inwoners per km².
De volgende frazioni maken deel uit van de gemeente: Caldarella, Bordingiano, Gatticello, Ferdinandea, Mila.

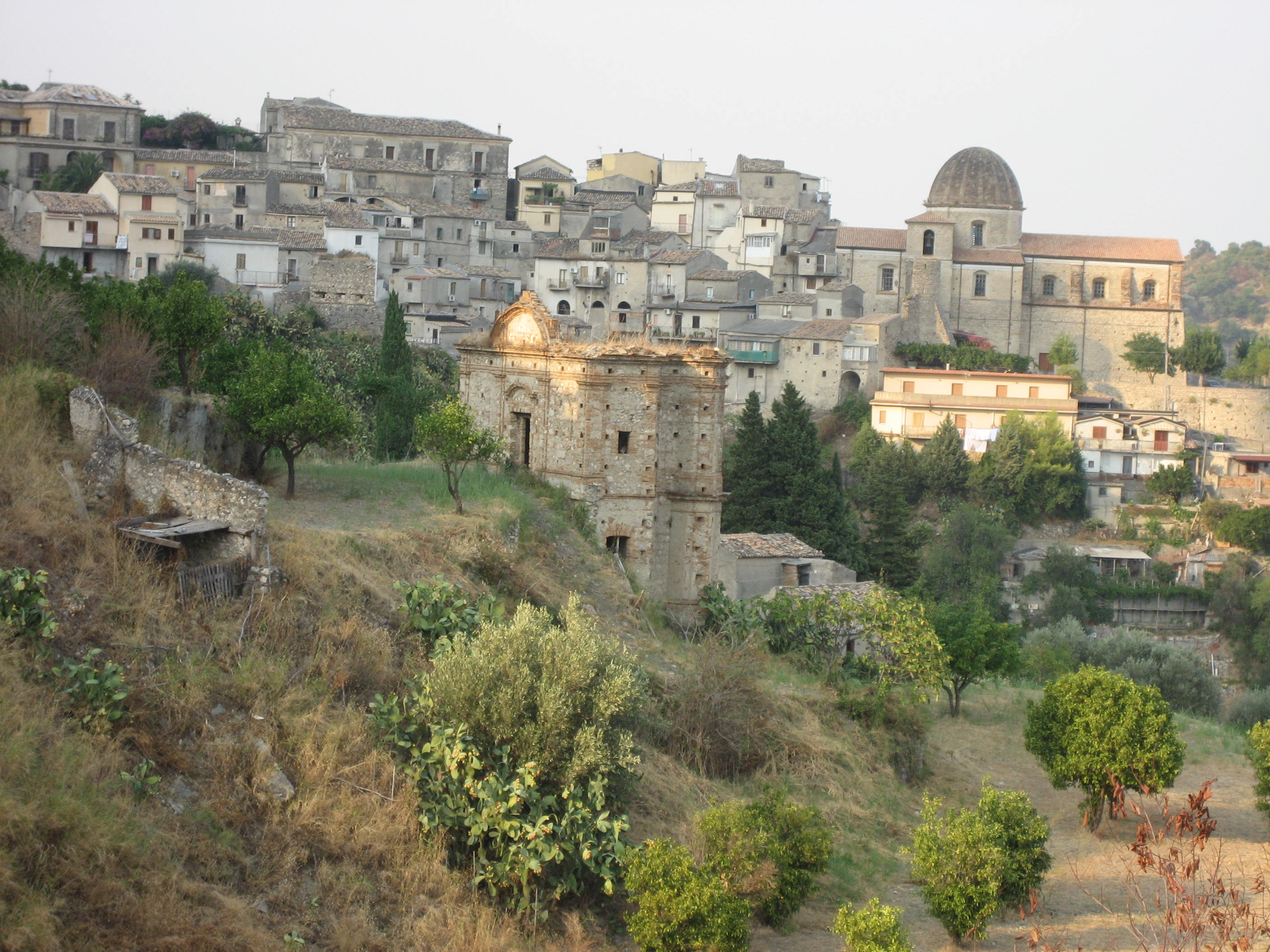
Stilo
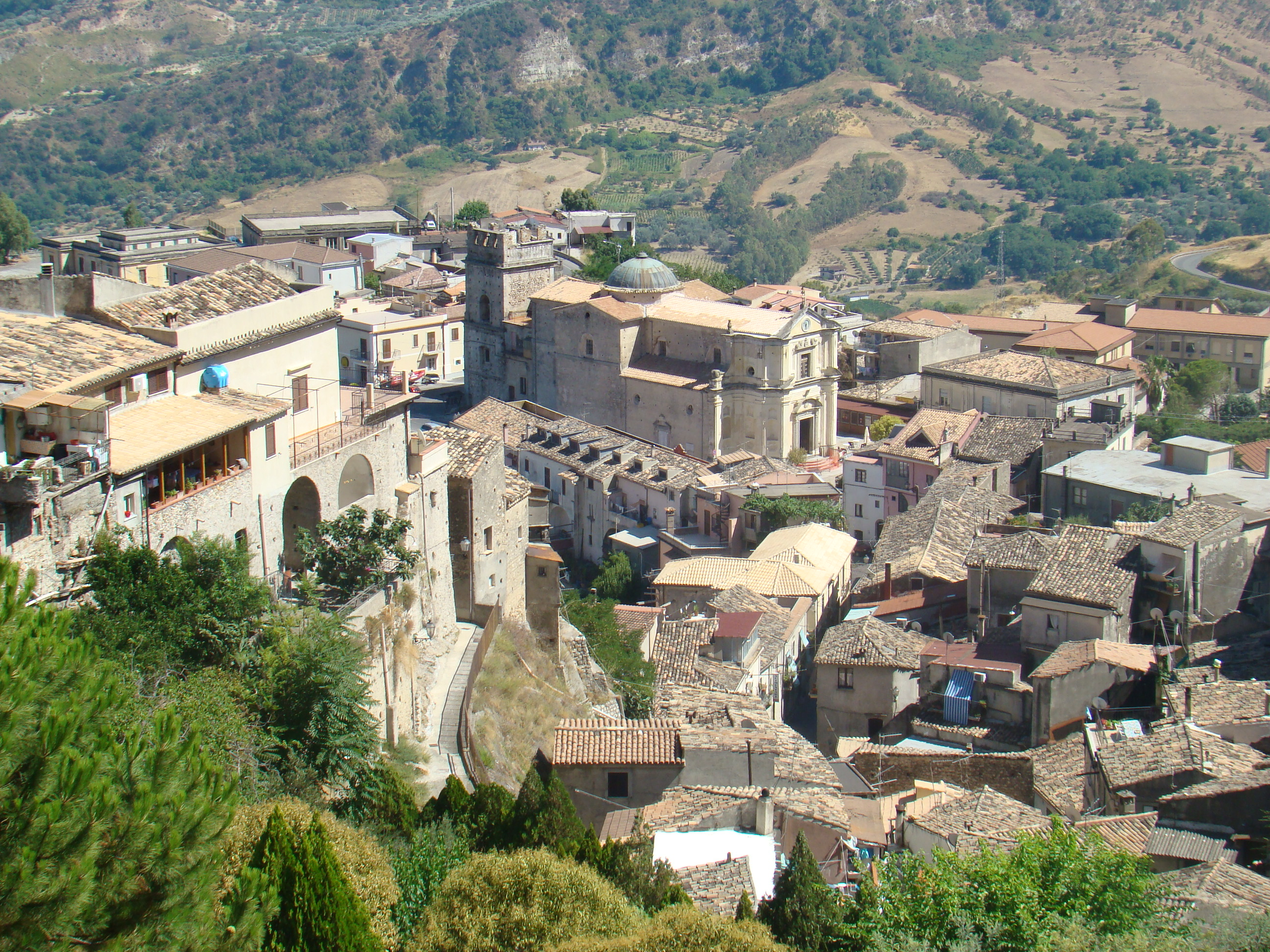
Stilo
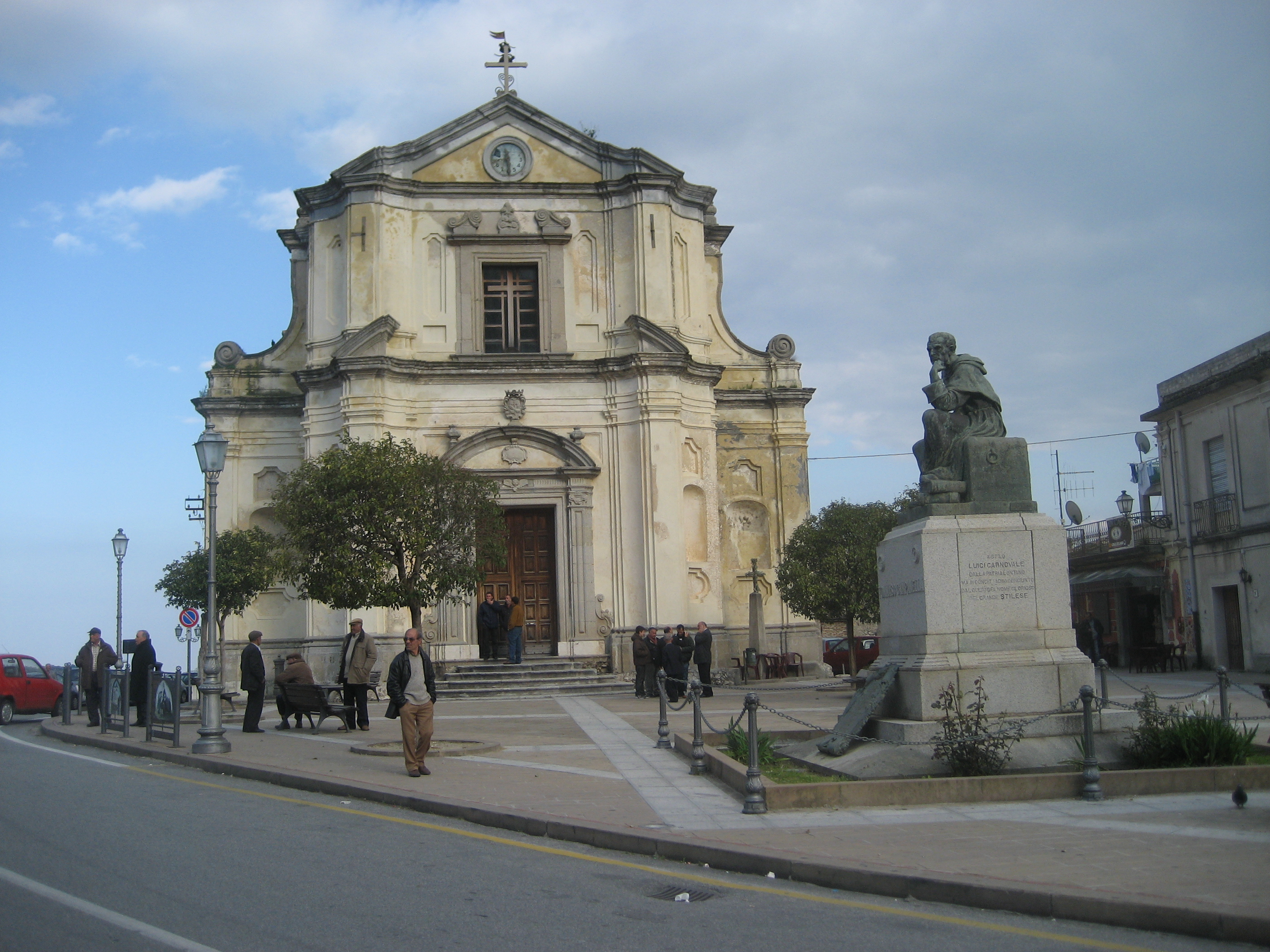
Kerk van Stilo
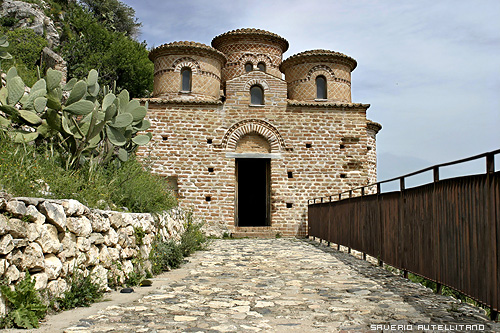
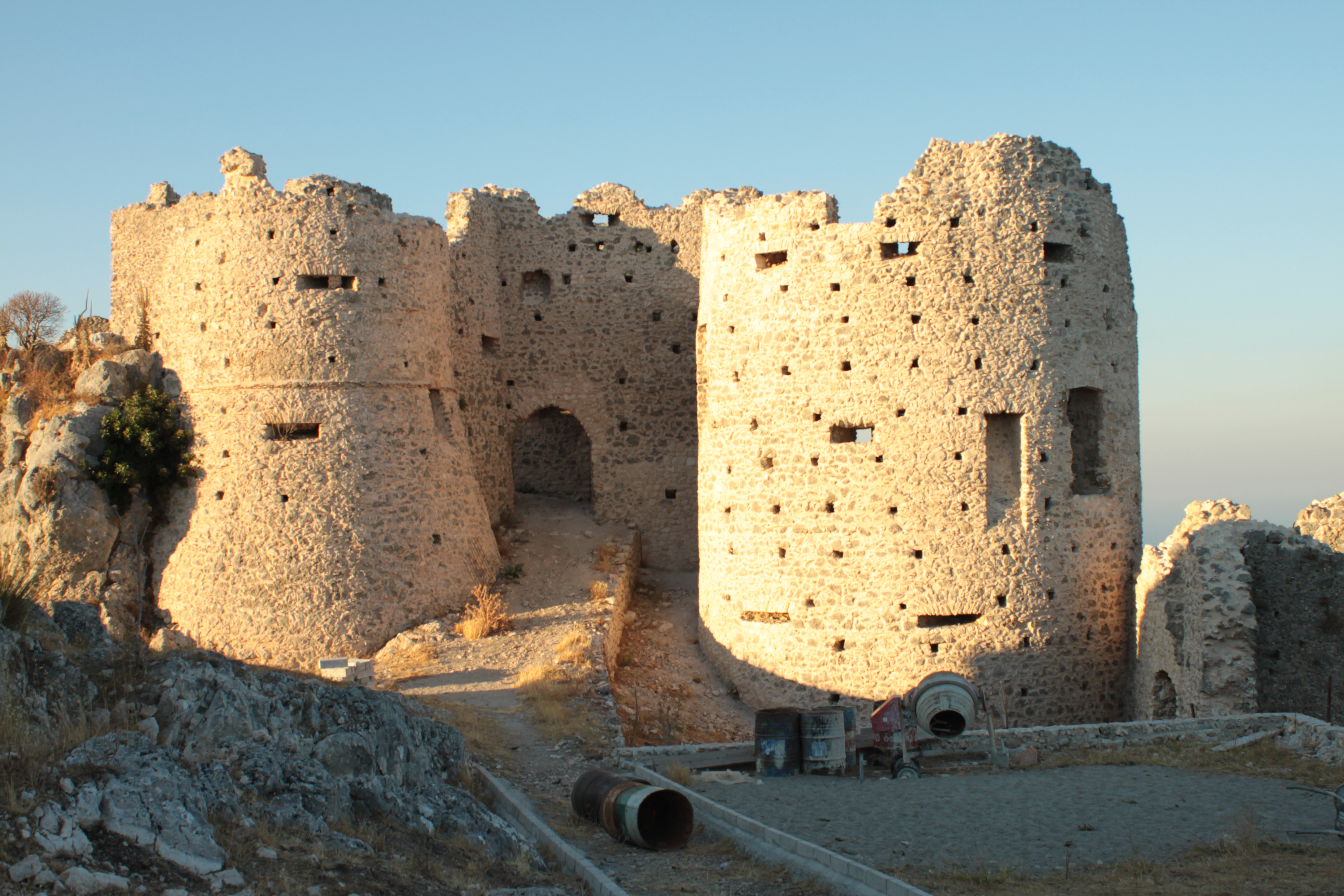
Noormannenkasteel
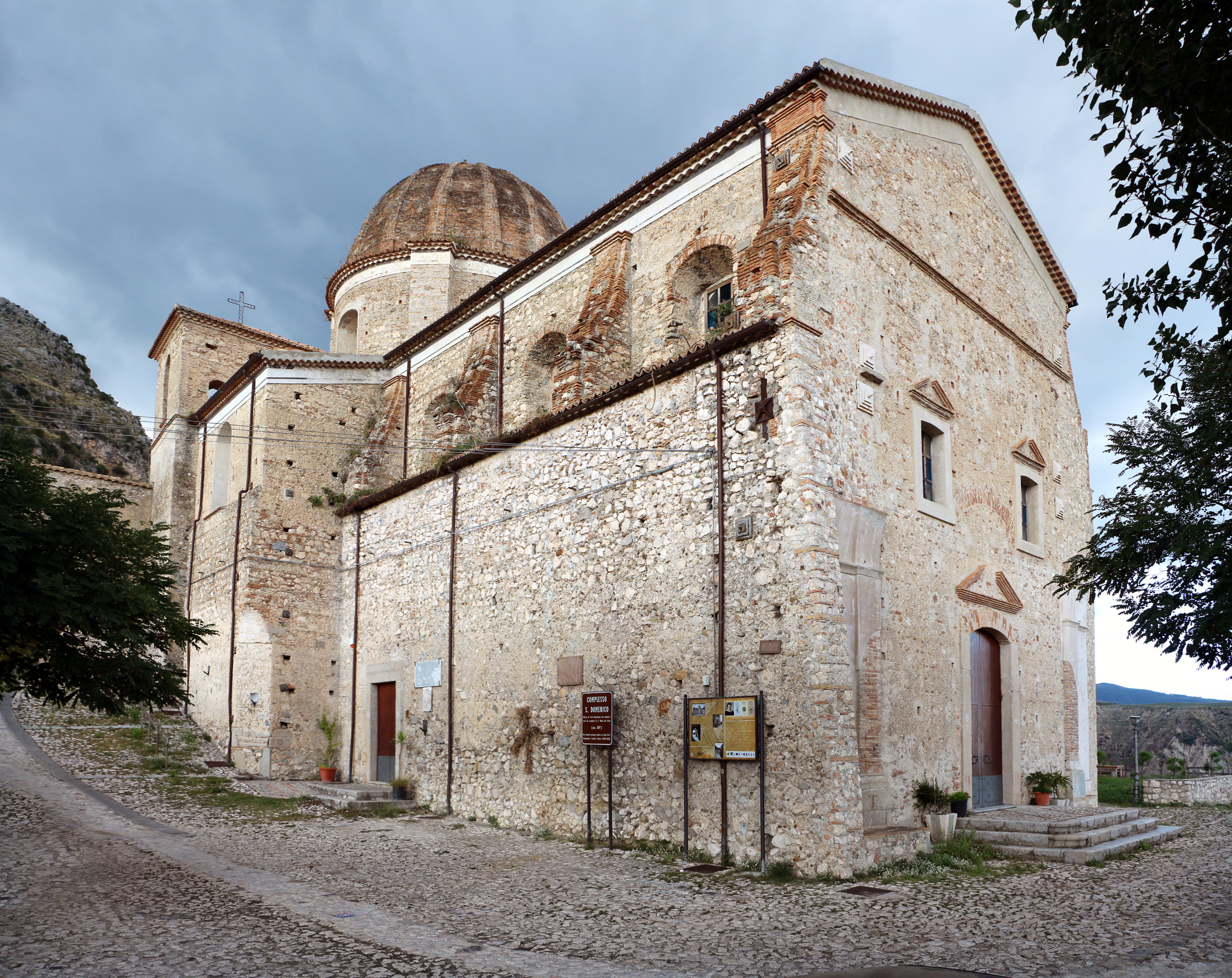
Kerk San Domenico

## Demografie
Stilo telt ongeveer 966 huishoudens. Het aantal inwoners daalde in de periode 1991-2001 met 10,3% volgens cijfers uit de tienjaarlijkse volkstellingen van ISTAT.
| Jaar | Inwoneraantal |
| ---- | ------------- |
| 1991 | 3139          |
| 2001 | 2816          |

## Geografie
De gemeente ligt op ongeveer 386 meter boven zeeniveau.
Stilo grenst aan de volgende gemeenten: Bivongi, Brognaturo (VV), Camini, Guardavalle (CZ), Monasterace, Mongiana (VV), Nardodipace (VV), Pazzano, Serra San Bruno (VV), Spadola (VV), Stignano, Riace.

## Bezienswaardig
- De nabijgelegen kerk en nationaal monument Cattolica di Stilo is een fraai voorbeeld van byzantijnse architectuur.